# Пятницкое кладбище (Калуга)
Пя́тницкое кла́дбище — некрополь в центральной части города Калуга, находится по адресу: город Калуга, улица Труда, 1а.
Кладбище имеет прямоугольную форму, ограничено переулком Труда и улицами Труда, Кирпичной и Телевизионной, огорожено кирпичной оградой, его общая площадь составляет 23 га. На территории кладбища находится «Мемориал героям Великой Отечественной войны».

## История
Пятницкое кладбище в городе Калуга было открыто в 1780 году вместо большого количества приходских кладбищ, существовавшим при каждом из 46 храмов Калуги. Новое кладбище располагалось на земляном валу в северной части города, который проходил по сегодняшним улицам Баррикад и Труда.
В 1785 году на территории кладбища возвышался храм имени Петра и Павла. Придел этой церкви был освящён во имя Параскевы Пятницы, отсюда и появилось название кладбища. В 1929 году храм был закрыт и приспособлен под склад, с 1960 года в здание заняла мастерская Горупкоопхоза по изготовлению гробов, венков и сушке древесины. В 1990 году храм был возвращён верующим.
Кладбище насчитывает более четырёх тысяч захоронений погибших в битвах на полях Великой Отечественной войны, в основном захороненных на Воинском кладбище.
Кладбище сохранило старинные памятники, выполненные из мрамора, гранита, песчаника. Эти памятники имеют большую как архитектурную, так и историческую ценность.

## Известные захоронения
Среди похороненных на Пятницком кладбище Калуги жена К. Э. Циолковского (могила утрачена), первая в СССР женщина-доктор медицинских наук Неонила Кедрова. На Пятницком кладбище похоронен советский учёный-химик Борис Владимирович Унковский, декабристы Евгений Петрович Оболенский, Гавриил Степанович  Батеньков, народная артистка РСФСР Валентина Никитина.

## Галерея

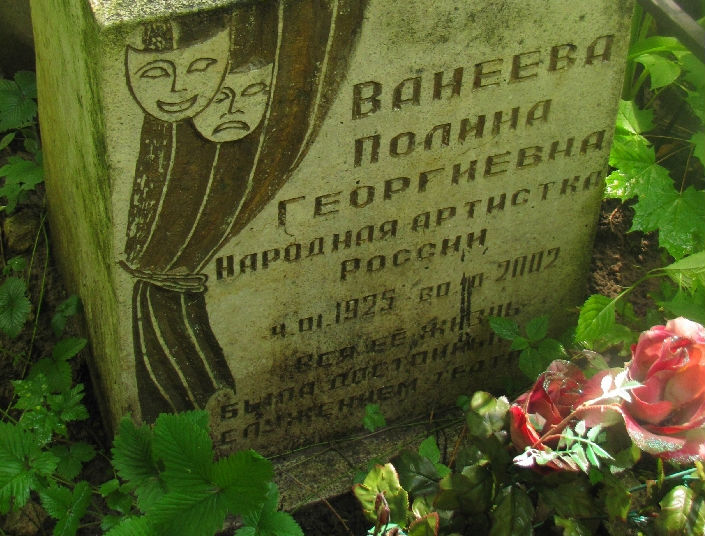
Могила актрисы Полины Ванеевой
Памятник на могиле  музыканта Владимира Шурыгина
Могила Валентины Никитиной (участок № 14)